# Tehani
Tehani est un prénom d'origine tahitienne, qui signifie: « celle qui est aimée » ou « la chérie ».